# Стратфорд (Лондон)
Стра́тфорд (Стрэ́тфорд; англ. Stratford) — район на северо-востоке Лондона, часть боро Ньюэм. Район расположен в 9,7 километрах на северо-восток от Чаринг-Кросс и является одним из основных центров, включенных в план развития Лондона. Исторически это было аграрное поселение в древнем приходе Уэст-Хэм, который затем превратился в индустриальный пригород после появления железных дорог в 1839 году. В рамках роста Лондона в конце XIX века Стратфорд очень сильно разросся и стал более населенным, став административным центром Уэст-Хэма в 1886 году и стал частью Большого Лондона в 1965 году. Последние экономические успехи связаны с отходом от тяжелой промышленности и обслуживания железных дорог и упором на коммерческий и культурный центр. Стратфорд находится рядом с Олимпик-Парком и активно развивался в связи с Летними Олимпийскими играми 2012 года.

## История

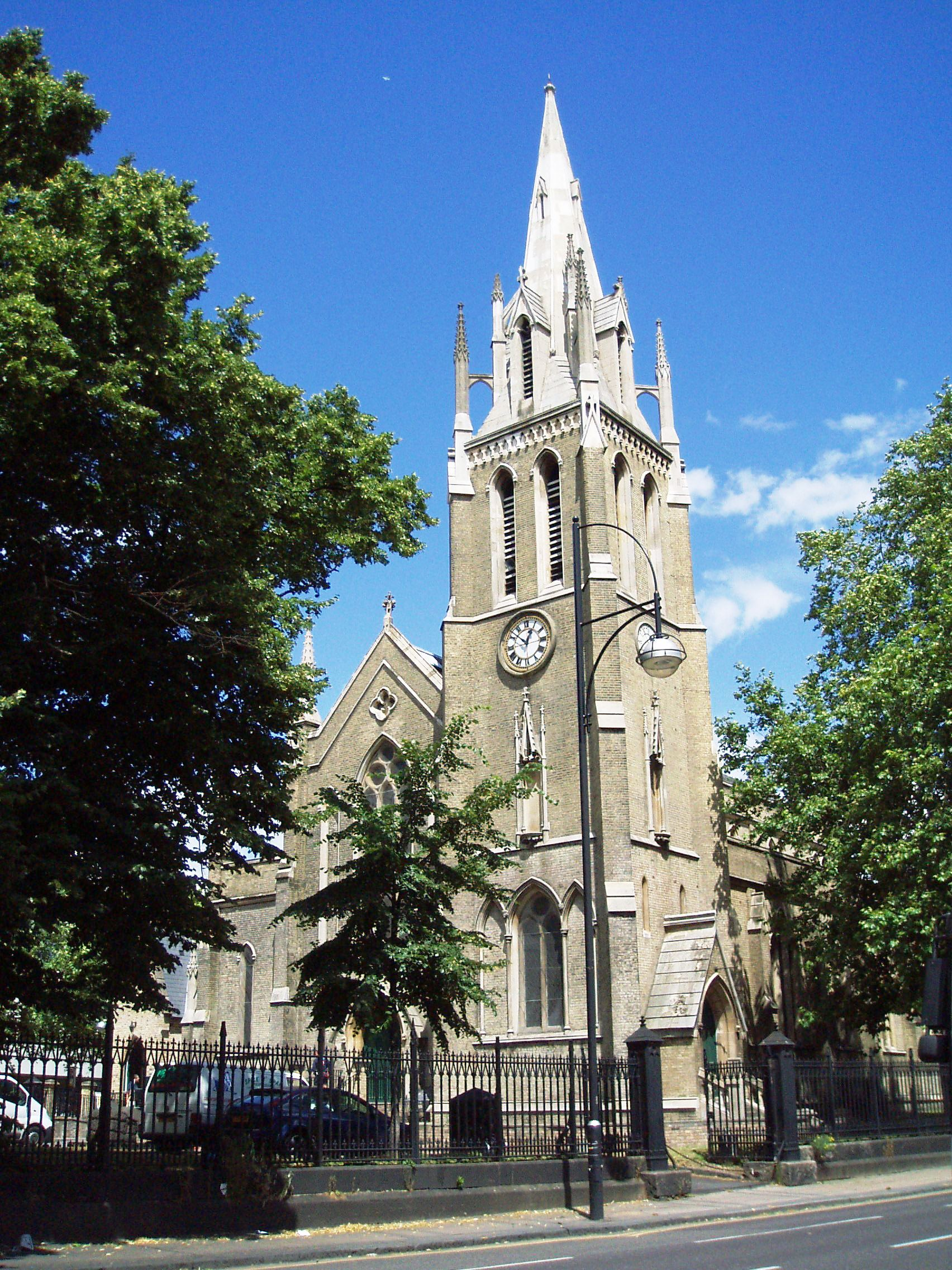
Церковь Св. Иоанна в Стратфорде

### Топонимика
Первое упоминание этого названия датируется 1067 годом. Тогда оно писалось «Strætforda» (дословно — «брод на римской дороге»). Слово сформировано из двух слов древнеанглийского «stræt» и «ford». Брод имеется в виду пересечение дороги на Колчестер реки Ли чуть западнее поселения. Соседнее поселение Боу — с другой стороны реки Ли, теперь входит в Тауэр-Хэмлетс — также был известен как Стратфорд, так что появился целый ряд префиксов, чтобы их определять. Поселение восточнее Ли было также известно как «Истрафорд», подразумевая его более восточное положение (Ист — восток), «Стратфорд Хэмме», подразумевая отношение к Вест Хэму, а также «Аббей Стратфорд» и «Стратфорд Лангторн» подразумевающие местоположение аббатства Стратфорд Лангторн.

### Местное правительство
Стратфорд был одним из старых округов в большом приходе Вест Хэма в сотне Беконтри в графстве Эссекс. Район вошел в ведение полиции метрополитан в 1840 году. Несмотря на то, что приход был частью разрастающегося Лондона, он не вошел в состав территории метрополитан (относящейся к Лондону) и в Графство Лондон, основанное в 1889 году. Вместо этого была проведена административная реформа по подобию крупного провинциального города. Местное правительство было сформировано в 1856 году, а позже, в 1886 году приход был объединен в муниципальный боро. В 1889 году боро был достаточно крупным по показателям населенности, чтобы стать окружным боро и стать самостоятельным от совета графства Эссекс. Стратфорд стал административным центром окружного боро и стал местом размещения ратуши.

## География
Стратфорд находится на северо-западном краю Ньюэма и граничит с Хакни-Уик, относящимся к боро Хакни, и с Боу, относящимся к Тауэр-Хамлетс, а также на севере с Лейтоном, относящимся к Уолтем-Форест. В границах Ньюэма Стратфорд граничит с Форест-Гейт на востоке, с Вест Хэмом на юго-востоке и с Пластоу на юге. Река Ли обозначает западную границу района.

## Экономика

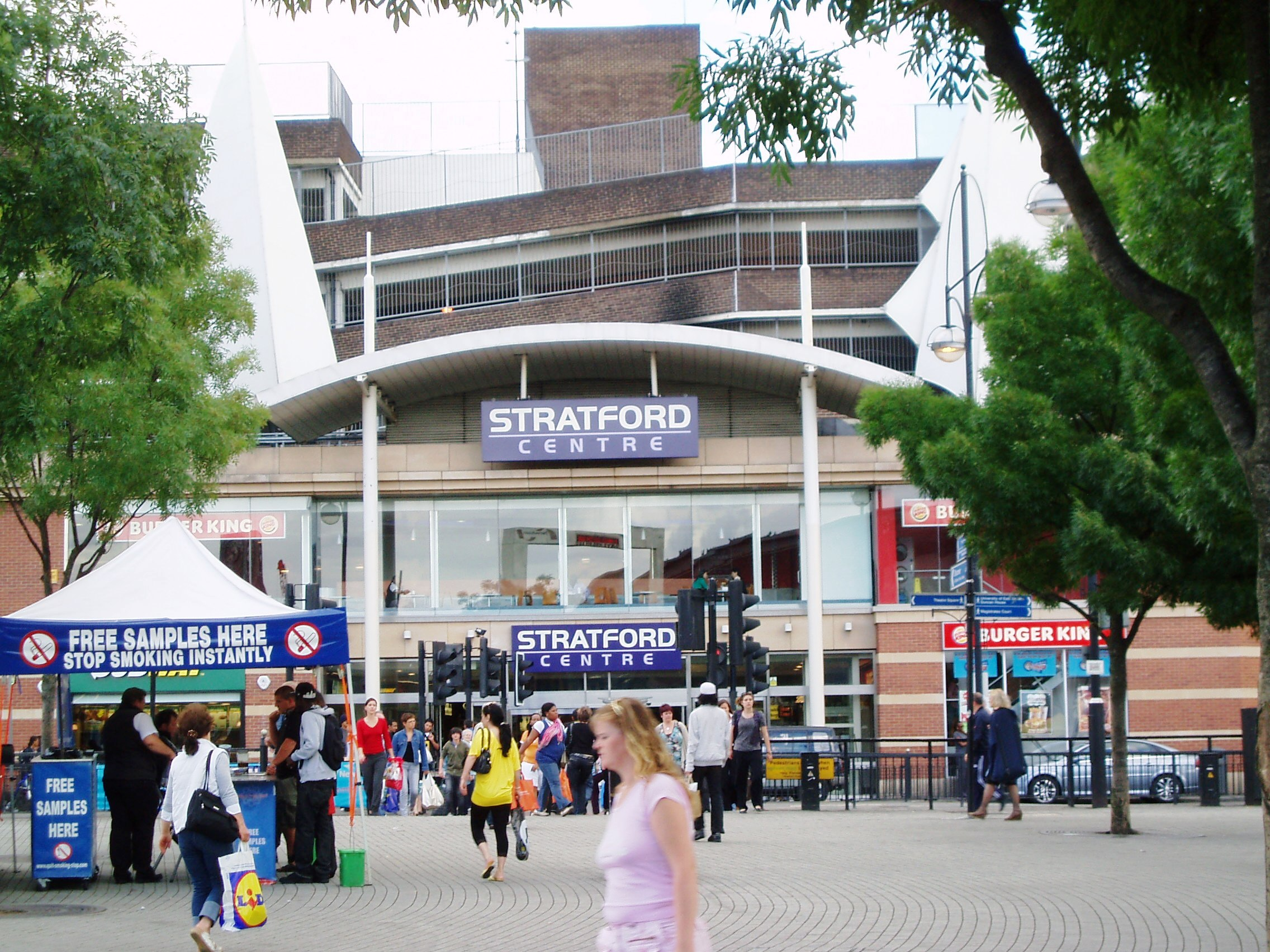
Торговый центр в Стратфорде.

Существующий торговый центр Стратфорда расположен прямо рядом со станцией и популярен за широкий ассортимент недорогих товаров, ларьки внутри и снаружи и множество аутлетов. ТЦ занимает практически весь «остров», образованный в 1960-х дорожной системой. После постройки нового торгового центра с другой стороны станции в 2011 году оба центра предполагается соединить пешеходным переходом над всеми дорогами и железнодорожными путями.

### Развитие
Стратфорд вот уже несколько лет испытывают новую волну строительства и здесь находятся несколько крупных проектов:
- Westfield Стратфорд Сити — многомиллиардная схема восстановления 73 гектаров брошенных железнодорожных земель к северу от центра Стратфорда. Рядом с ним будет построено 5000 домов, офисов, школ, общественных мест, муниципальных и других зданий, что сделает это место одним из центральных в восточном Лондоне.
- Летние Олимпийские игры 2012 базировались в Олимпик-парк, где находилось множество спортивных объектов, включая Олимпийский стадион, Лондонский Акуатикс Центр и Лондонский Велопарк. Некоторые из новых домов в Стратфорд Сити будут служить в качестве Олимпийской деревни до выставления на продажу.

## Транспорт
Стратфорд — крупный транспортный узел. Станция Стратфорд принадлежит к сети National Rail и расположена на Большой Восточной Основной Линии и является конечной на Северной Лондонской Линии. Местное железнодорожное сообщение осуществляется по London Overground в сторону Ричмонда и Клэпхэма, а пассажирские межрегиональные перевозки осуществляет National Express East Anglia до станции Ливерпуль-стрит и в Восточную Англию. Станция также обслуживается Центральной линией лондонской подземки, а также является конечной линии Джубили. Доклендское легкое метро доставляется пассажиров из Стратфорда в Кэнэри-Уорф и Люишем. Станция Стратфорд интернешенл расположена северо-восточнее и обслуживает высокоскоростные поезда Javelin (класс Highspeed компании Southeastern), а также международные поезда Eurostar. Обе станции будут соединены новой веткой Доклендского легкого метро (в данный момент строится, откроется осенью 2010), а также будет построена новая станция Стратфорд Хай Стрит. Восточную часть Стратфорда обслуживает станция Мэриленд. Железнодорожное обслуживание с остановками на улице Ливерпуль и в Шенфилде будет скоро включено в систему Crossrail.

## Культура
В Стратфордском культурном квартале, рядом с торговым центром, расположено несколько культурных центров (например, два театра), баров и кафе.
В Стратфорде снималось огромное количество фильмов, а также промо-видео для сингла Beatles Penny Lane было снято в районе Энджел Лейн.

## Образование
В Стратфорде расположен большой кампус Университета Восточного Лондона, чье главное здание является историческим и датируется XIX веком. Кроме того, Биркбек, часть Лондонского университета, запустила курсы в районе Стратфорда на территории Университета Восточного Лондона, с возможностью в будущем постройки своего кампуса. Также в будущем планируется открытие нового университета на территории Олимпик-парка после игр 2012.